# Симон I (Лотарингия)
Симон I (на немски: Simon I, * 1076, † 13/14 януари 1139) от фамилията Дом Шатеноа, е през 1115 – 1139 г. херцог на Горна Лотарингия и полубрат на император Лотар III.

## Биография
Симон I е най-големият син на херцог Дитрих II и първата му съпруга Хедвиг от Формбах, дъщеря на Фридрих, граф на Формбах, и Гертруда от Халденслебен, вдовица на Гебхард от Суплинбургите, майка на император Лотар III († 1137).
През 1115 г. той последва баща си като херцог. През 1122 г. придружава император Хайнрих V при Вормския конкордат (Pactum Calixtinum sive Heinricianum), който приключва борбата за инвеститура.
Симон I основава няколко манастира, между които през 1135 г. манастира Щурцлброн, където е преместен от Saint-Dié-des-Vosges, където първо е погребан.

## Семейство и деца
Симон I се жени 1112/1113 г. за Аделхайд († 1158), вероятно дъщеря на Хайнрих III, граф на Льовен, и Гертруда Фландерска. Техните деца са:
- Агата, 1130/48 доказана; ∞ Райналд III, граф на Макон, граф на Бургундия, † 1148/49 (Иврейска династия)
- Хадвида, 1128/49 доказана, ∞ Фридрих II, граф на Тул, 1112/42 доказан
- Матиас I († 1176), херцог на Лотарингия, ∞ Берта от Швабия († 1194/95), дъщеря на Фридрих II, херцог на Швабия (Хоенщауфен)
- Роберт († пр. 1208), 1194 господар на Флоранж, ∞ Ефхемия